# Далеко од ње
Далеко од ње (енгл. Away from Her) канадски је филм из 2006. редитељке и сценаристкиње Саре Поли, снимљен по приповеци „Медвед је дошао преко планине“ нобеловке Алис Манро из њене збрике „Мржња, пријатељство, удварање, љубав, брак“.
Радња прати Фиону (Џули Кристи) и Гранта (Гордон Пинсент), брачни пар у позним годинама, чија је љубав стављена на пробу када схвате да Фиона болује од Алцхајмерове болести. Након четири деценије брака, Фиона одлази у старачки дом како би се суочила са својим проблемом, али временом потпуно заборавља свог супруга и заљубљује се у другог човека.
Филм је премијерно приказан на Филмском фестивалу у Торонту, где је наишао на сјајне реакције критичара, који су посебно похвалили изведбу Џули Кристи, касније номиновану за Оскара и БАФТУ и награђену Златним глобусом.

## Улоге
| Глумац           | Улога              |
| ---------------- | ------------------ |
| Џули Кристи      | Фиона Андерсон     |
| Гордон Пинсент   | Грант Андерсон     |
| Мајкл Мерфи      | Обри               |
| Нина Добрев      | Моника             |
| Олимпија Дукакис | Маријан            |
| Кристен Томсон   | Кристи             |
| Венди Крусон     | Мадлен Монтпелијер |